# Сенсиллы членистоногих

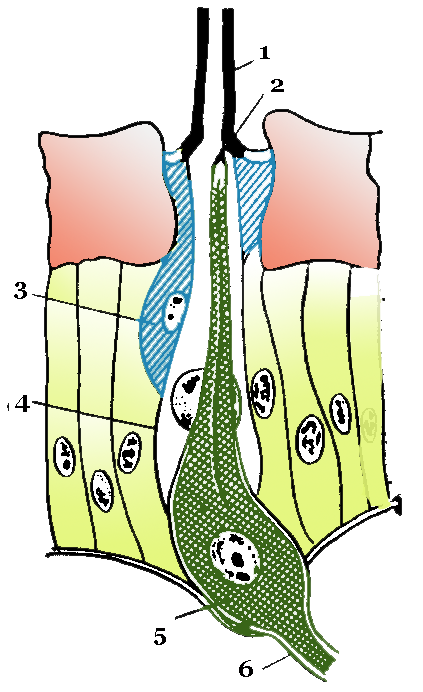
Схема строения сенсиллы: 1 — волосок; 2 — окончание дендрита; 3 — тормогенная клетка; 4 — трихогенная клетка; 5 — нейрон; 6 — аксон.

Сенсиллы (от лат. sensilis — чувствующий) — простейшие кожные органы чувств у беспозвоночных, выполняющие функцию органов осязания, вкуса, обоняния.

## Происхождение
Все сенсиллы возникли из одного первоначального типа путём специализации для восприятия определённого раздражения. Сенсилла представляет собой видоизмененный участок покровов тела (волосок, ямка, пластинка и т. п.), к которому подходят отростки одного или нескольких чувствительных нейронов.
Наружная часть образована клетками покровов и представлена волоском (осязательные сенсиллы) либо тонкой кутикулярной пластинкой, часто в форме купола или конуса, погруженной в специальную ямку (обонятельные и вкусовые сенсиллы).

## Типы сенсилл
Осязательные (волосковые, механочувствительные) сенсиллы обычно располагаются на всех участках тела членистоногих, будучи особенно многочисленными на голове и вокруг неё, а также в сочленениях тела и конечностей. Основу сенсиллы данного типа составляет волосок, подвижно сочлененный с кутикулой. Изменение положения волоска передается жгутику и к чувствительной клетке, в которой возникает возбуждение. Механорецепторными являются и хордотональные сенсиллы, или сколпофоры. Они воспринимают колебания различной частоты, и в первую очередь входят в состав органов слуха насекомых. Также они отличаются особенностями своего строения — вокруг периферического отростка чувствительней клетки и жгутика, заключенного в кутикулярную трубочку, располагается сколопоидное тельце (фибриллярный чехол). Сверху сенсилла прикрыта особой клеткой, от нижней кутикулизированной поверхности которой и берет начало трубочка, выполняющая функцию фиксатора жгутика. Хордотональные сенсиллы могут располагаться единично или группами, образуя хордотональные органы. Иногда они погружены в глубь тела и располагаются на мембранных трубках, натянутых между двумя отдельными участками кутикулы.
Плакоидные (обонятельные) сенсиллы особенно многочисленны на усиках (например, у рабочей пчелы их количество на каждом усике достигает 6000).
Вкусовые сенсиллы располагаются на ротовых органах.
Часто отдельные сенсиллы могут объединяться в более сложные органы чувств.